# مطاردة (مسلسل قصير)
مطاردة (بالإنجليزية: Manhunt)‏ هو مسلسل تلفزيوني أمريكي قادم من إنتاج العارضة مونيكا بيليتسكي. يتبع المسلسل بحث إدوين ستانتون عن جون ويلكس بوث في أعقاب اغتيال أبراهام لنكولن، مستندًا في القصة إلى كتاب جيمس إل سوانسون المطاردة: مطاردة 12 يومًا لقاتل لينكولن. سيقوم كارل فرانكلين بإخراج المسلسل، بينما سيقوم توبياس مينزيس بدور ستانتون. يتم إنتاج المسلسل لصالح أبل تي في +، ومن المقرر أن يتم إصداره في 15 مارس 2024.

## الحبكة
بعد اغتيال أبراهام لينكولن، وزير حربيته وصديقه إدوين ستانتون، بدأ مطاردة لتعقب جون ويلكس بوث لأن ذلك يقوده إلى الجنون.

## طاقم التمثيل
- توبياس مينزيس في دور إدوين ستانتون
- أنتوني بويل في دور جون ويلكس بوث
- لوفي سيمون في دور ماري سيمز
- مات والش في دور صموئيل مود
- براندون فلين في دور إدوين ستانتون جونيور.
- بيتي غابرييل في دور إليزابيث كيكلي
- ويل هاريسون في دور ديفيد هيرولد
- هاميش لينكلاتر في دور أبراهام لينكولن
- ماكسويل كورن في دور روبرت تود لينكولن
- داميان أوهير في دور توماس إيكرت
- باتون أوزوالت في دور لافاييت بيكر
- ليلي تايلور في دور ماري تود لينكولن
- تيموثي دي سيغموند في دور جيبيديا ديجلر
- آن دوديك في دور إلين ستانتون
- مارك راند في دور سالمون بي تشيس
- توم ماكافيرتي في دور إدوارد جورساتش